# John Wilkes Booth
John Wilkes Booth (10 mai 1838 – 26 aprilie 1865) a fost un actor de teatru american, simpatizant fanatic al Statelor din Sud, care l-a asasinat pe președintele Abraham Lincoln la Teatrul Ford, în Washington, D.C., pe data de 14 aprilie 1865.